# Whangarei
Whangarei es la ciudad más septentrional de Nueva Zelanda y la capital de Northland. En junio de 2012 tenía una población estimada de 52 500 habitantes. Es una de las pocas ciudades neozelandesas que conserva su nombre maorí como oficial.

## Historia
El capitán James Cook junto con la tripulación del Endeavour fueron los primeros europeos en avistar la bahía de Whangarei. La población fue uno de los principales campos de batalla de las guerras de los Mosquetes, el principal conflicto armado en la historia maorí.
El primer colono europeo fue el escocés William Carruth que se asentó en el lugar en 1839 y que sería acompañado, recién seis años después, por Gilbert Mair y su familia. La relación entre los granjeros y los maoríes fueron buenas hasta que en febrero de 1842 los colonos fueron atacados como represalias por los destrozos que habían ocurrido en poblados maoríes. En abril de 1845, durante las Guerra de las Tierras de Nueva Zelanda, los pocos pobladores europeos abandonaron el pueblo. En los años 1850 comenzó a volver a ser poblada la región, y en 1855 un pequeño poblado comenzó a crecer. Para 1864, el núcleo de la ciudad actual ya estaba establecido.
Whangarei era el área más urbanizada de Northland en el siglo XIX pero disminuyó notablemente su crecimiento en el siglo XX. En 1964 fue declarada oficialmente ciudad, alcanzando los 31 000 habitantes al año siguiente.

## Clima
La ciudad tiene un clima oceánico subtropical por sus características geográficas.
| Parámetros climáticos promedio de Whangarei | Parámetros climáticos promedio de Whangarei | Parámetros climáticos promedio de Whangarei | Parámetros climáticos promedio de Whangarei | Parámetros climáticos promedio de Whangarei | Parámetros climáticos promedio de Whangarei | Parámetros climáticos promedio de Whangarei | Parámetros climáticos promedio de Whangarei | Parámetros climáticos promedio de Whangarei | Parámetros climáticos promedio de Whangarei | Parámetros climáticos promedio de Whangarei | Parámetros climáticos promedio de Whangarei | Parámetros climáticos promedio de Whangarei | Parámetros climáticos promedio de Whangarei |
| Mes                                         | Ene.                                        | Feb.                                        | Mar.                                        | Abr.                                        | May.                                        | Jun.                                        | Jul.                                        | Ago.                                        | Sep.                                        | Oct.                                        | Nov.                                        | Dic.                                        | Anual                                       |
| ------------------------------------------- | ------------------------------------------- | ------------------------------------------- | ------------------------------------------- | ------------------------------------------- | ------------------------------------------- | ------------------------------------------- | ------------------------------------------- | ------------------------------------------- | ------------------------------------------- | ------------------------------------------- | ------------------------------------------- | ------------------------------------------- | ------------------------------------------- |
| Temp. máx. media (°C)                       | 24.3                                        | 24.3                                        | 22.9                                        | 20.5                                        | 18.1                                        | 16.1                                        | 15.3                                        | 15.7                                        | 17.3                                        | 18.7                                        | 20.6                                        | 22.8                                        | 19.7                                        |
| Temp. media (°C)                            | 19.9                                        | 20.2                                        | 18.8                                        | 16.6                                        | 14.4                                        | 12.4                                        | 11.6                                        | 11.9                                        | 13.3                                        | 14.6                                        | 16.4                                        | 18.5                                        | 15.7                                        |
| Temp. mín. media (°C)                       | 15.5                                        | 16.1                                        | 14.7                                        | 12.8                                        | 10.8                                        | 8.7                                         | 7.8                                         | 8.2                                         | 9.3                                         | 10.7                                        | 12.3                                        | 14.2                                        | 11.8                                        |
| Precipitación total (mm)                    | 81.2                                        | 95.2                                        | 118.1                                       | 98.9                                        | 111.2                                       | 131.5                                       | 168.6                                       | 128.4                                       | 112.2                                       | 85.3                                        | 77.1                                        | 96.4                                        | 1304.0                                      |
| Días de precipitaciones (≥ 1.0 mm)          | 7.9                                         | 7.9                                         | 9.3                                         | 9.8                                         | 12.5                                        | 13.9                                        | 14.8                                        | 14.8                                        | 12.6                                        | 10.5                                        | 9.4                                         | 8.7                                         | 132.1                                       |
| Humedad relativa (%)                        | 80.4                                        | 83.5                                        | 84.2                                        | 86.0                                        | 88.0                                        | 89.5                                        | 88.9                                        | 86.1                                        | 81.2                                        | 79.8                                        | 77.2                                        | 78.0                                        | 83.6                                        |
| Fuente: NIWA Climate Data                   |                                             |                                             |                                             |                                             |                                             |                                             |                                             |                                             |                                             |                                             |                                             |                                             |                                             |

## Deportes
Whangarei es la sede del Northland Rugby Union que participa en la ITM Cup. En cuanto a fútbol, el North Force, participante de las ligas regiones de Federación de Fútbol de Auckland, es el único club de la ciudad. Aun así, cuenta con un estadio multipropósito, el Okara Park, con capacidad para 30 000 espectadores; y con un recinto de fútbol, el Fred Taylor Park, que utilizan los dos equipos de Waitakere, el Waitakere United, franquicia participante de la ASB Premiership; y el Waitakere City FC de la Northern League; para jugar de local.
La ciudad acogió la Copa Mundial de Rugby de 2011, ganada por la Nueva Zelanda; y al Mundial de Fútbol Sub-20 de 2015.